# دومينغو سانتوس
دومينغو سانتوس (بالإسبانية: Domingo Santos)‏ هو كاتب إسباني، ولد في 15 ديسمبر 1941 في برشلونة في إسبانيا، وتوفي في 2 نوفمبر 2018 في سرقسطة في إسبانيا.